# Lista de filmes portugueses de 2009
Lista de filmes portugueses de longa-metragem lançados comercialmente em Portugal em 2009, nas salas de cinema.
Nota: Na coluna coprodução, passando o cursor sobre a bandeira aparecerá o nome do país correspondente.
| #  | Filme                                 | Realização                         | Género                      | Estreia        | Coprodução        | Class |
| -- | ------------------------------------- | ---------------------------------- | --------------------------- | -------------- | ----------------- | ----- |
| 1  | 100Volta                              | Daniel Souza                       | Ação, comédia, aventura     | 19 de março    | —                 | M/16  |
| 2  | 4 Copas                               | Manuel Mozos                       | Romance                     | 20 de agosto   | —                 | M/12  |
| 3  | Um Amor de Perdição                   | Mário Barroso                      | Romance                     | 23 de abril    | —                 | M/12  |
| 4  | Uma Aventura na Casa Assombrada       | Carlos Coelho da Silva             | Aventura, comédia, mistério | 3 de dezembro  | —                 | M/6   |
| 5  | La Caja - Quatro Mulheres e um Morto  | Juan Carlos Falcón                 | Comédia                     | 23 de abril    | Espanha           | M/12  |
| 6  | Contrato                              | Nicolau Breyner                    | Ação, romance, suspense     | 15 de janeiro  | —                 | M/12  |
| 7  | A Corte do Norte                      | João Botelho                       | Drama, romance              | 19 de março    | —                 | M/16  |
| 8  | A Esperança Está Onde Menos Se Espera | Joaquim Leitão                     | Drama                       | 17 de setembro | —                 | M/12  |
| 9  | Esta Noite                            | Werner Schroeter                   | Drama                       | 22 de janeiro  | Alemanha · França | M/16  |
| 10 | Morrer Como Um Homem                  | João Pedro Rodrigues               | Drama, musical              | 15 de outubro  | França            | M/16  |
| 11 | Ne change rien                        | Pedro Costa                        | Documentário                | 19 de novembro | França            | M/12  |
| 12 | As Operações Saal                     | João Dias                          | Documentário                | 7 de maio      | —                 | —     |
| 13 | De Profundis                          | Miguelanxo Prado                   | Animação, aventura          | 30 de julho    | Espanha           | M/12  |
| 14 | Ruas da Amargura                      | Rui Simões                         | Documentário                | 5 de novembro  | —                 | M/6   |
| 15 | Salazar — A Vida Privada              | Jorge Queiroga                     | Biografia, romance          | 30 de abril    | —                 | —     |
| 16 | Second Life                           | Alexandre Valente Miguel Gaudêncio | Drama                       | 29 de janeiro  | —                 | M/16  |
| 17 | Singularidades de uma Rapariga Loura  | Manoel de Oliveira                 | Drama, romance              | 30 de abril    | Espanha · França  | M/12  |
| 18 | Os Sorrisos do Destino                | Fernando Lopes                     | Drama                       | 12 de novembro | —                 | M/12  |
| 19 | Star Crossed - Amor em Jogo           | Mark Heller                        | Drama, romance              | 4 de junho     | —                 | M/16  |
| 20 | Veneno Cura                           | Raquel Freire                      | Drama, romance, policial    | 15 de janeiro  | Espanha           | M/16  |
| 21 | O Último Condenado à Morte            | Francisco Manso                    | História                    | 28 de maio     | —                 | M/16  |
| 22 | A Zona                                | Sandro Aguilar                     | Drama                       | 7 de maio      | —                 | M/16  |